# Ordem da Estrela de Anjouan

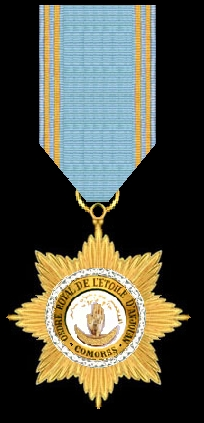
Ordem da Estrela de Anjouan

A Ordem da Estrela de Anjouan (em francês: Ordre de l'Étoile d'Anjouan) foi uma Ordem de Cavalaria colonial criada em 1874, pelo sultão Mohamed-Saïd-Omar de Anjouan das Ilhas Comores, reorganizada a 18 de Junho de 1892, e reconhecida e autorizada pelo governo francês a 12 de Setembro de 1896. Foi reconhecida como uma Ordem francesa colonial em 1950. Neste caso, a França adoptou uma Ordem local, embora a tenham reorganizado e redesenhado. Desde Dezembro de 1963 que não é entregue.
A Ordem tinha cinco classes:
- Grã-Cruz (Grand-croix)
- Grande-Oficial (Grand-officier)
- Comendador (Commandeur)
- Oficial (Officier)
- Cavaleiro (Chevalier)

## Portugueses condecorados
Entre os portugueses condecorados podemos encontrar:
| Nome                                            | Grau           | Data       |
| ----------------------------------------------- | -------------- | ---------- |
| João Carlos Pegado de Barahona e Costa          | Oficial        | 1929-08-06 |
| António Libânio Fernando Gomes                  | Oficial        | 1929-10-09 |
| Manuel Dias Leite Machado                       | Comendador     | 1929-12-17 |
| José Ricardo Pereira Cabral                     | Grande-Oficial | 1930-09-05 |
| Manuel de Abreu Ferreira de Carvalho            | Oficial        | 1932-07-27 |
| José Dionísio Carneiro de Sousa e Faro          | Grande-Oficial | 1933-01-09 |
| Luís Constantino Lima                           | Oficial        | 1933-02-08 |
| Augusto de Azevedo e Lemos Esmeraldo Carvalhais | Grande-Oficial | 1935-04-01 |
| Fernando Pimentel da Mota Marques               | Grande-Oficial | 1935-04-29 |
| José Maria da Silva Cardoso                     | Comendador     | 1935-05-22 |
| Paulo de Brito Aranha                           | Oficial        | 1937-07-19 |
| João José Soares Zilhão                         | Comendador     | 1937-10-21 |
| Eugénio Ferreira de Almeida                     | Oficial        | 1948-11-10 |